# 上海市回民中学
上海市回民中学，是创建于1945年的一所寄宿制民族完全中学。位于上海市普陀区沪太路1000号。

## 沿革
前身为上海市私立敦化初级中学。1945年由中国回教学会创办，附设于南市青莲街私立敦化小学校内。招收家境清寒回族学生。当时经费匮乏，设备简陋。1952年，增设高中，改名上海市私立敦化中学。1986年转公立，改上海市回民中学。上海市回民中学是上海市唯一的一所培养少数民族子女的完全中学，之后当选上海市实验性示范性高中。